# Rik Hoevenaers

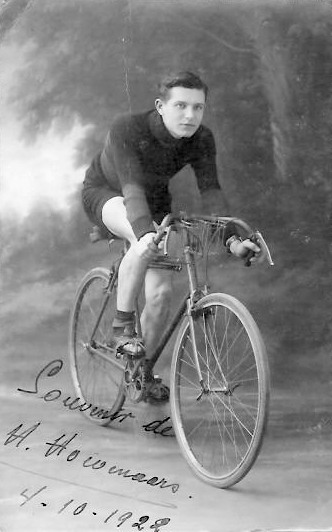
Henri Hoevenaars (1922)

Henri „Rik“ Hoevenaers (* 1. Mai 1902 in Antwerpen; † 12. November 1958 ebenda) war ein  belgischer Radrennfahrer und Weltmeister.
1924 startete Rik Hoevenaers bei den Olympischen Sommerspielen in Paris und errang drei Medaillen: Im olympischen Straßenrennen wurde er Zweiter, in der Mannschaftswertung ebenfalls Zweiter. In der Mannschaftsverfolgung auf der Bahn wurde das belgische Team mit Hoevenaers Dritter.
Bei den UCI-Straßen-Weltmeisterschaften 1925 in Apeldoorn wurde Hoevenaers Amateur-Weltmeister im Straßenrennen. Zudem wurde er dreimal belgischer Meister in dieser Disziplin.
Rik Hoevenaers war der Vater des ebenfalls erfolgreichen Radrennfahrers Jos Hoevenaers, der u. a. 1959 La Flèche Wallonne gewann.